# نرویانو
نرویانو (به ایتالیایی: Nerviano) یک کومونه در ایتالیا است که در استان میلان واقع شده‌است.

## خصوصیات
نرویانو ۱۳٫۵ کیلومترمربع مساحت و ۱۷٬۴۹۹ نفر جمعیت دارد و ۱۷۵ متر بالاتر از سطح دریا واقع شده‌است.